# Todo Amor
Todo Amor é o oitavo álbum de estúdio do cantor brasileiro de pop rock Leo Jaime. Lançado em 1995 pela Warner Music.
O destaque aqui foi regravação da canção "Preciso Dizer que te Amo", originalmente composta por Cazuza, Dé Palmeira e Bebel Gilberto. Outras regravações de canções de outros artistas também estão presentes nesse álbum, como: "Sete Mil Vezes", de Caetano Veloso; "Outono", de Djavan e "Esse Brilho em teu Olhar", de Lulu Santos.
O disco foi lançado em LP e CD, no mesmo ano de seu lançamento. Porém em 2012, foi relançado novamente em CD, remasterizado e com uma faixa bônus, "Diz", de Dudu Falcão.

## Faixas
- 1 Virço
- 2 Esse Brilho Em Teu Olhar
- 3 Preciso Dizer Que Te Amo
- 4 Outono
- 5 Minha Mulher
- 6 Eu Amo Você
- 7 Sete Mil Vezes
- 8 Infiel
- 9 Tola Fé Você
- 10 Extravios
- 11 Diz